# オズレム・テュレジ
オズレム・テュレジ（オズレム・トゥレシ；Özlem Türeci；トルコ語発音: [ˈœzlæm ˈtyredʒi] ; 1967年3月6日 - ）は、ドイツの医師、科学者、起業家  。彼女は2008年に、彼女の夫であるウール・シャヒンとクリストフ・フーバーと共に、ドイツのバイオテクノロジー企業ビオンテックを共同設立し、2020年にCOVID-19に対する使用が承認された最初のmRNAベースのワクチンを開発した。 テュレジは2018年からビオンテックの最高医療責任者（CMO）を務めている 。2001年にガニメド・ファーマシューティカルズを共同設立し、2016年にアステラス製薬に買収されるまでCEOを務めていた。以前、テュレジは主に研究と教育に従事していた 。彼女はまた、ドイツのヨハネス・グーテンベルク大学マインツで、私講師を務めている 。トゥレジは、COVID-19に対するワクチン開発の第一人者の1人と見なされている。テュレジとその配偶者であるウール・シャヒンは、2020年、ドイツで最も裕福な人々トップ100に入る最初のトルコ系ドイツ人になった 。

## 経歴
1967年にドイツ・ニーダーザクセン州クロッペンブルク区ラシュトルップで生まれたテュレジは、トルコ系移民の娘である。彼女の母親は生物学者であった。彼女の父親はイスタンブール出身で、トルコのフィンドゥクリから来た外科医であり、クロッペンブルク区ニーダーザクセン地区にあるラシュトルップにあるカトリック病院のセント・エリザベス・スティフトで働いていた  。彼女は、バート・ドリーブルクの市立ギムナジウムとバート・ハルツブルクのヴェルナー・フォン・シーメンス・ギムナジウムに通った 。医学を勉強する前、彼女は尼僧になろうと思っていた。
彼女はホンブルクのザールラント大学で医学を学び、1992年にザールラント大学医学部で博士号を取得した。彼女はザールラント大学で分子医学を学び、ドイツ研究振興協会のハイゼンベルグ・フェローであった。彼女の研究は、腫瘍特異的分子の同定と特性評価、および癌に対する免疫療法の開発である  。2002年、彼女はマインツのヨハネス・グーテンベルク大学で分子医学の分野でハビリタツィオン（教授資格）を取得した。
学生生活の最終年を終える頃、テュレジはホンブルクのザールラント大学病院で働いていた将来の夫ウール・シャヒンに出会った 。彼らは、癌と戦うために体の免疫系を使用することに関心を共有していた 。夫婦は2002年に結婚し、4年後に娘をもうけた  。テュレジとシャヒンは、ビジネスで利益を上げた結果として億万長者になったが、家族は今なお慎ましく暮らしている  。
トゥレジは連邦教育研究省のドイツ・トップ研究クラスターであるCluster for Individualized Immune Intervention (Ci3) e.V. の共同創設者であり、2011年以降、議長を務めている。2019年以降は、がん免疫療法に関するヨーロッパ最大の学会であるがん免疫療法学会（CIMT）の会長を務めている。

### マインツ大学医療センター
テュレジはマインツ大学医療センター第III科に勤務しており、免疫学分野の作業チームのリーダーであった   。2002年以来、彼女はがん免疫療法の分野で私講師を務めている。彼女は夫と彼の恩師である免疫学者のクリストフ・フーバーとともに、2001年に「応用分子腫瘍学」の略であるTRON  を非営利の有限会社として設立した   。TRONは、アンメット・メディカル・ニーズ（未だ治療法が見つかっていない疾患への医療ニーズ）の高い癌やその他の疾患の治療のための新しい診断ツールや医薬品を開発するバイオ医薬品研究所である 。2018年、TRONは、ドイツ癌研究センター（DKFZ）とマインツ大学と共同でヘルムホルツ応用分子腫瘍学研究所（HI-TRON）を設立した。テュレジと彼女の夫ウール・シャヒンが後に設立したガニメド・ファーマシューティカルズとビオンテックという2つの会社は、マインツ大学で行った仕事からスピンオフして設立されたものである 。 

### ガニメド・ファーマシューティカルズ
2001年、テュレジと彼女の将来の夫ウール・シャヒンは、ガニメド・ファーマシューティカルズを設立した 。この会社は、理想的なモノクローナル抗体と呼ばれる新しいクラスの抗がん剤に焦点を当て、食道がんや胃がんの治療に使用されるゾルベツキシマブを開発した 。この薬は2020年の時点でフェーズIIIである。彼女は2001年から2008年まで最高科学責任者（CSO）、2008年から2016年まで最高経営責任者（CEO）として会社を経営していた。 2016年、同社はアステラス製薬に14億ドルで売却され、現在は同社の子会社となっている  。

### ビオンテック

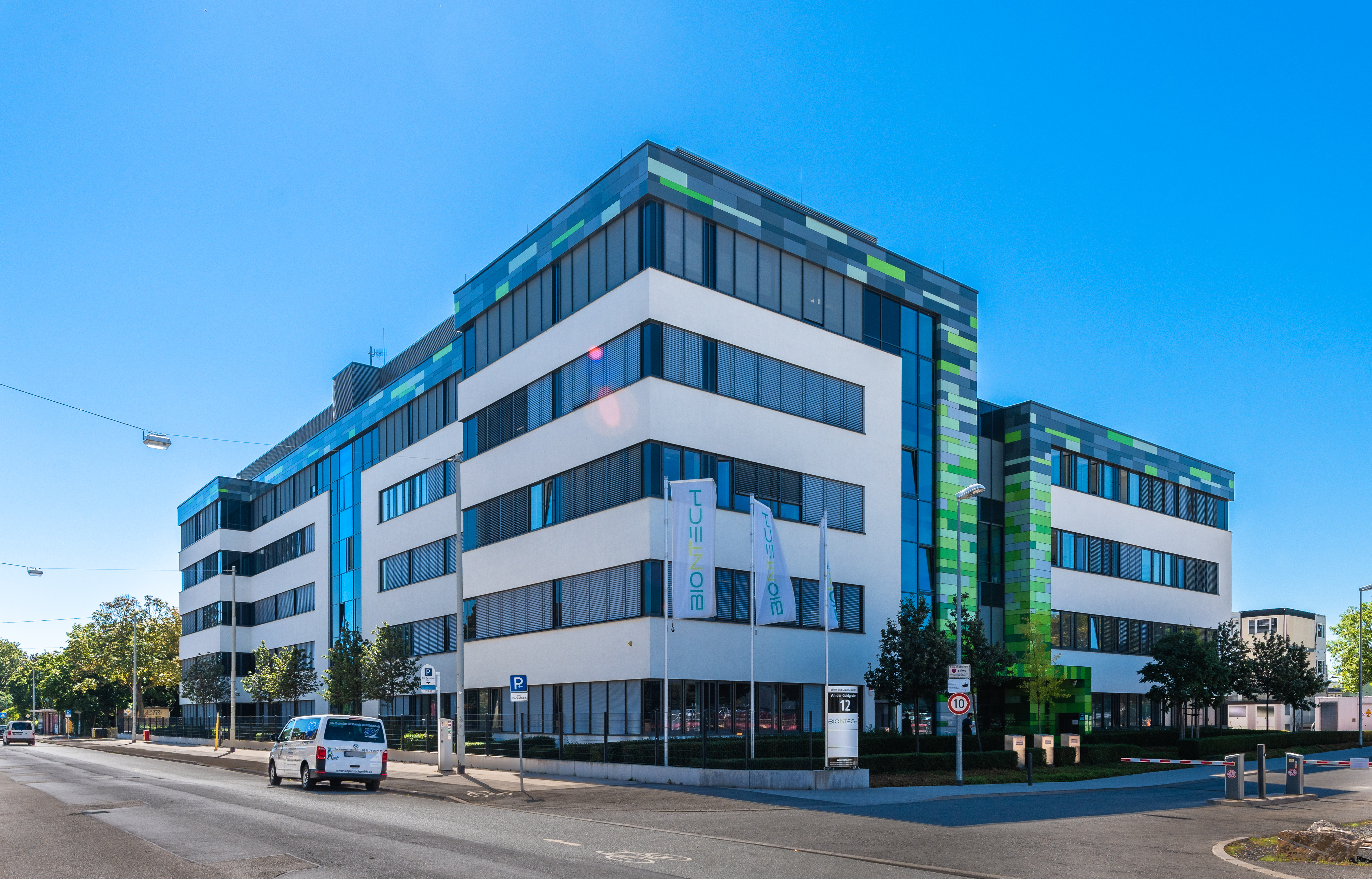
マインツにあるビオンテック本社

2008年、テュレジ、彼女の夫であるウール・シャヒン、およびクリストフ・フーバーは、Biopharmaceutical NewTechnologiesに由来する社名をつけ、マインツを拠点とするバイオテクノロジー企業ビオンテックを設立した   。テュレジは、2018年から同社の最高医療責任者（CMO）を務めている  。CMOとして、彼女は主に臨床研究と開発を担当している  。2009年から2018年まで、彼女は同社の科学諮問委員会の委員長を務めた。当初、同社は、癌やその他の重篤な疾患の治療に対する患者固有のアプローチのために、ｍRNAやその他の技術に基づく能動免疫療法の開発と製造に焦点を当てていた     。TRONの研究者とともに、mRNA薬を注射するときに炎症反応を引き起こさないようにする方法を開発したカリコー・カタリンを雇用した   。

### その他
テュレジは80以上の国際特許出願書を登録しており、査読付き科学雑誌に110以上の論文を公表している 。彼女は講師として国際的に活動している。

## 受賞歴
- 1995年：ドイツ血液腫瘍学会（German Society of Hematology and Oncology (DGHO)（ドイツ語版）） Vincenz Czerny Prize[44]
- 1997年：ザールラント大学医学部 Calogero Paglierello Research Award [45]
- 2005年：ドイツ免疫学会（German Society of Immunology（ドイツ語版））ジョルジュ・ケーラー賞（ドイツ語版） [46] [47]
- 2020年：ドイツ持続可能性賞（The National German Sustainability Award）[48]
- 2020年：フィナンシャル・タイムズ　パーソン・オブ・ザ・イヤー（ウールシャヒンとの共同受賞） [24]
- 2021年：アクセル・シュプリンガー賞（ウール・シャヒンとの共同受賞） [49]
- 2021年：ドイツ連邦共和国功労勲章[36]
- 2021年：アストゥリアス皇太子妃賞　学術・技術研究部門（ウール・シャヒン他5名との共同受賞） [50]
- 2021年：ウィリアム・コーリー賞（ウール・シャヒン他2名との共同受賞）
- 2021年：ドイツ免疫学会賞（カリコー・カタリン、ウール・シャヒンとの共同受賞）[51]
- 2021年：マイエンブルク賞[52]
- 2022年：パウル・エールリヒ&ルートヴィヒ・ダルムシュテッター賞（カリコー・カタリン、ウール・シャヒンとの共同受賞）[53]
- 2022年：ルイ＝ジャンテ医学賞（カリコー・カタリン、ウール・シャヒンとの共同受賞）[54]
- 2022年：ウォーレン・アルパート財団賞（ウール・シャヒン他3名との共同受賞）[55]
- 2023年：エルンスト・ユング賞[56]

## 著書
- 「mRNAワクチンの衝撃 コロナ制圧と医療の未来」ジョー・ミラー、ウール・シャヒン との共著、柴田さとみ、山田文、山田美明共訳 早川書房、2021年